# AlphaZero
AlphaZero是DeepMind所開發的人工智能軟體。

## 簡介
AlphaZero使用與AlphaGo Zero類似但更一般性的演算法，在不做太多改變的前提下，並將演算法從圍棋延伸到将棋與國際象棋上。AlphaZero與AlphaGo Zero不同之處在於：
- AlphaZero的超参数是寫死的。
- AlphaZero現在會不斷更新人工神经网络。
- 圍棋在某些情況是對稱或是可旋轉的，AlphaGo Zero的程式利用這個特性降低計算複雜性，AlphaZero因為延伸到將棋與國際象棋則拿掉了這段程式。
- 西洋棋有已知的和局終局資料庫（英语：Endgame tablebase），所以AlphaZero利用這個終局資料庫納入計算。

## 與Stockfish以及elmo的比較
AlphaZero基於蒙特卡洛树搜索，每秒只能搜尋8萬步（西洋棋）與4萬步（將棋），相較於Stockfish每秒可以7000萬步，以及elmo每秒可以3500萬步，AlphaZero則是利用了類神經網路提昇了搜尋的品質。

## 訓練
AlphaZero使用了5,000顆第一代的TPU進行訓練。

## 成績

### 西洋棋
在4小時的訓練後（約自我訓練4400萬局:Table S3），AlphaZero以28勝72和0敗的成績打敗Stockfish:Table 1。

### 將棋
在12小時的訓練後（約自我訓練2400萬局:Table S3），AlphaZero以90勝2和8敗的成績打敗elmo:Table 1。

### 圍棋
在34小時的訓練後（約自我訓練2100萬局:Table S3），AlphaZero以60勝40敗的成績打敗AlphaGo Zero:Table 1。

## 相關連結
- AlphaGo Zero
- DeepMind
- ELF OpenGo
- KataGo

## 外部連結
- Mastering Chess and Shogi by Self-Play with a General Reinforcement Learning Algorithm（页面存档备份，存于），AlphaZero的論文。
- Game Downloads（页面存档备份，存于），AlphaZero與西洋棋軟體Stockfish的對弈記錄。
- Chess.com Youtube playlist for AlphaZero vs. Stockfish（页面存档备份，存于）